# Pachyiulus hungaricus
Pachyiulus hungaricus är en mångfotingart som först beskrevs av Karsch 1881.  Pachyiulus hungaricus ingår i släktet Pachyiulus och familjen kejsardubbelfotingar. Utöver nominatformen finns också underarten P. h. gracilis.